# Kaple svatého Simeona Stylity (Čihadla)
Kaple svatého Simeona Stylity je barokní sakrální stavba, která stojí na návrší na severním okraji vesnice Čihadla, části obce Stará Lysá v okrese Nymburk, u odbočky k zámku Bon Repos. Kaple, vybudovaná majitelem lyského panství a Čihadel hrabětem Františkem Antonínem Šporkem, je zapsaná v Ústředním seznamu kulturních památek České republiky.

## Historie
Hrabě František Antonín Špork, majitel panství v Lysé nad Labem, Choustníkově Hradišti, severočeských Valkeřicích a Konojedech a v Malešově na Kutnohorsku, již delší dobu jevil zájem o tzv. Ptačí hůrku, návrší nad vesnicí Čihadla u Staré Lysé. Tento zájem souvisel především se zálibou hraběte Šporka v čižbě, tj. v lovu drobných ptáků, ke kterému byla zmíněná lokalita velice vhodná. V roce 1715 se hraběti Šporkovi konečně podařilo přesvědčit dosavadního majitele, hraběte Arnošta Jaroslava Stütze z Leopoldsheimu, majitele benáteckého panství a zámku v Benátkách nad Jizerou, a pozemky na návší u Čihadel od něj získat.

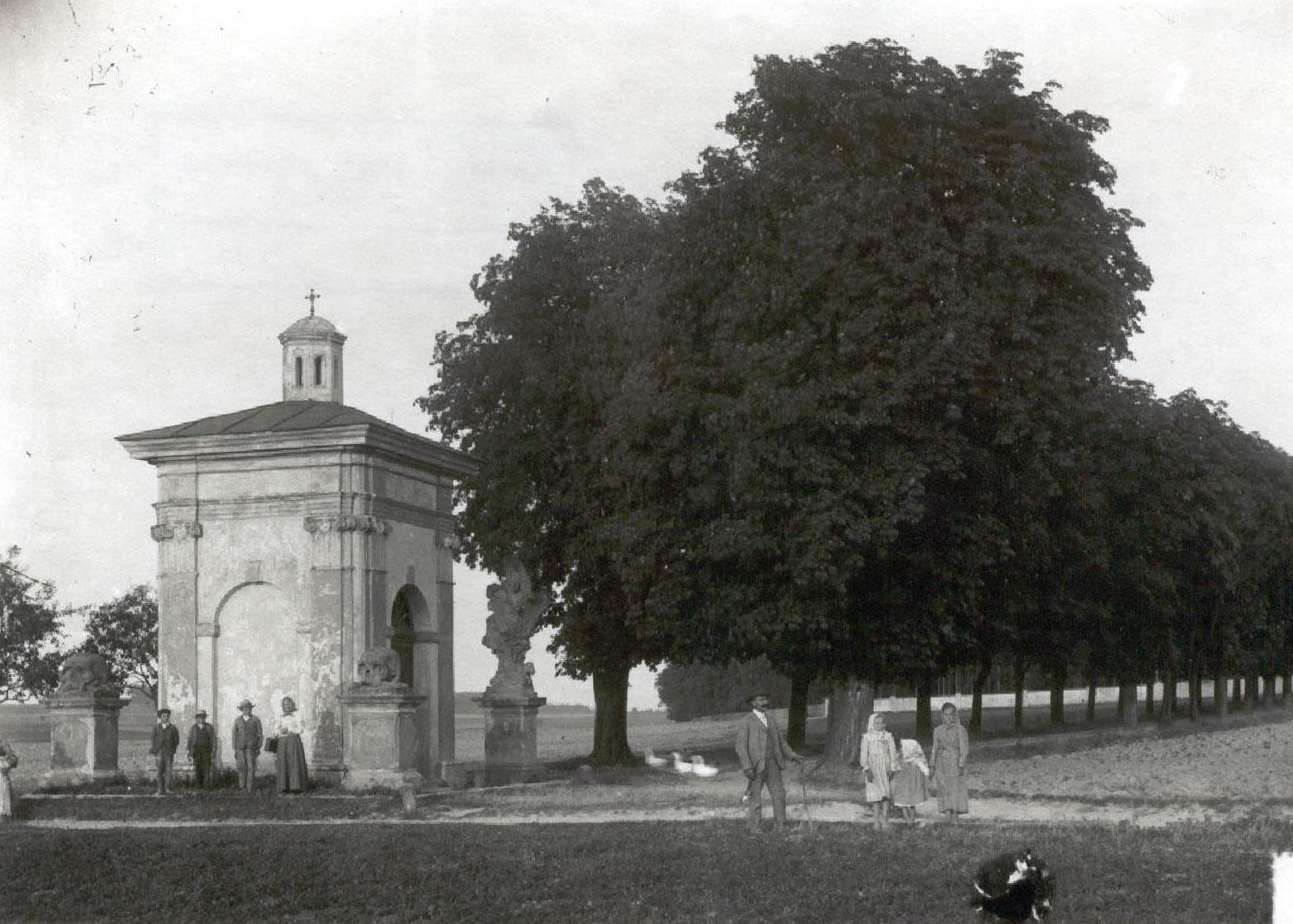
Pohled na kapli sv. Simeona Stylity od západu (rok 1919)

V následujících letech zde František Antonín Špork začal budovat své nové sídlo, určené pro odpočinek a meditaci. Jako součástí areálu na Ptačí hůrce, nazvaného Bon Repos, což lze přeložit jako Dobrý odpočinek, byly kromě samotného dosti skromného zámečku budovány také kaple a další nezbytný doplněk v podobě eremitáže – poustevny. Tyto objekty často v sobě spojovaly duchovní obsah s určitým architektonickými kuriozitami, jako tomu bylo i v jiných místech, konkrétně například v Kuksu nebo v případě letohrádku Belveder na Vysoké na malešovském panství, který byl kombinací kaple, poustevny a letohrádku s pokoji pro panstvo, v jehož interiéru byl kromě vyobrazení světce instalován pozoruhodný vodotrysk.
Prvním objektem, postaveným na Ptačí hůrce už v roce 1716, byla kaple svatého Jeronýma, podle níž se se zmíněná hůrka také někdy nazývala Vrch svatého Jeronýma. Na vrcholu této čtyřboké kaple byla umístěna figura kostlivce, kterým bylo možno taháním za provaz otáčet na různé strany. Jako další místní kuriozitu lze označit „dvacet loktů vysokou“ pyramidu uvnitř s umělou jeskyní, která sloužila jako obydlí poustevníka, jehož úkolem bylo pečovat o kapli sv. Jeronýma a pravděpodobně i o kapli sv. Simeona. Na vrcholu této pyramidy, stojící poblíž Šporkova domu, bylo zároveň umístěno zařízení pro lov drobného ptactva.

Kaple, poněkud neobvykle zasvěcená byzantskému světci Simeonu Stylitovi, uctívanému hlavně východními církvemi, jako například jsou pravoslavná církev, koptská nebo syrská církev, byla vybudována na rozcestí nad Čihadly u odbočky k zámku Bon Repos v letech 1716–1717. Kaple je zasvěcena asketovi a poustevníkovi Simeonovi Stylitovi staršímu, který žil na území dnešní Sýrie v letech 389–459, přičemž v souvislosti se zmíněnou kaplí bývá někdy mylně zaměňován se světcem Simeonem Stylitou mladším z Antiochie, který žil až v 6. století n. l. K podobným nedorozuměním dochází i v souvislosti s kaplí svatého Jeronýma u zámku Bon Repos, po jejímž zániku byly některé sochy a další artefakty přeneseny ke kapli sv. Simeona, a pak někteří autoři tuto kapli začali omylem označovat jako kapli sv. Jeronýma. Také na vrcholu kaple sv. Simeona byla umístěna pohyblivá figura, v tomto případě zmíněného světce, kterou bylo možno rovněž ovládat taháním za provaz.

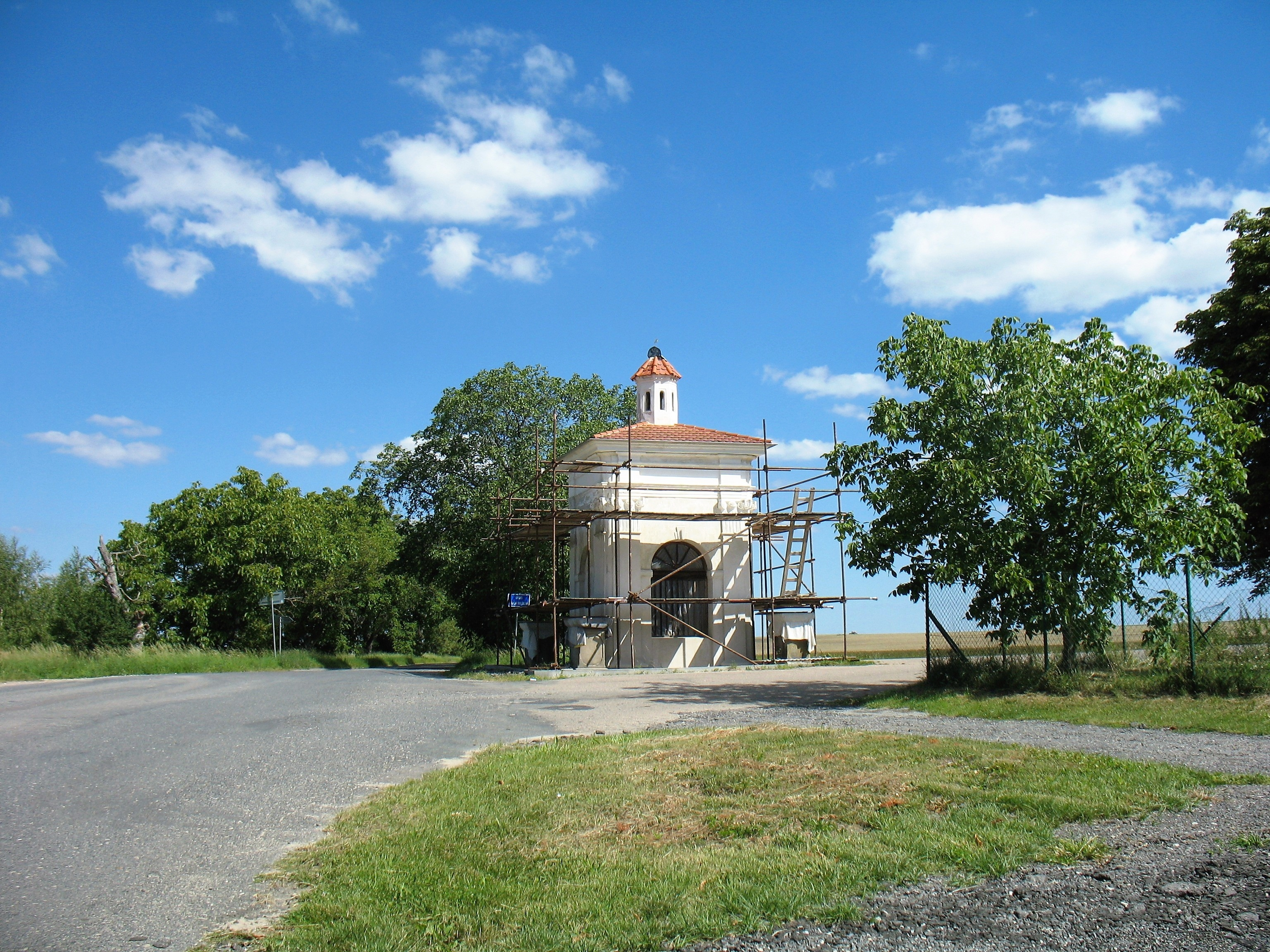
Opravy kapličky v roce 2022

Po zániku kaple sv. Jeronýma byly na východní straně kaple sv. Simeona u vstupu do aleje, směřující k zámku Bon Repos, umístěny sochy andělů z dílny Matyáše Bernarda Brauna, které původně zdobily kapli sv. Jeronýma. Pouze Braunova socha samotného svatého Jeronýma byla převezena do Lysé nad Labem, kde je umístěná na ohradní zdi kostela Narození svatého Jana Křtitele. V roce 1723 byly pak na západní straně kaple na dalších dvou masivních podstavcích umístěny dvě velké kamenné lebky, pocházející rovněž z Braunovy dílny. S těmito lebkami se pojí legenda, že F. A. Špork je takto umístil záměrně, aby směřovaly k zámku v Brandýse nad Labem, který byl letním sídlem příslušníků habsburského rodu. Ve Šporkově době zde pobýval císař Karel VI., s nímž měl hrabě Špork poněkud napjatý vztah.

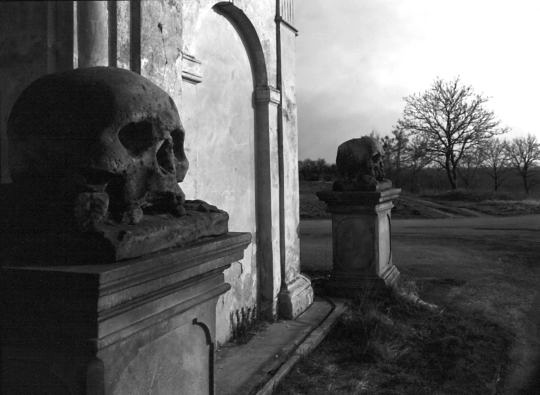
Kamenné lebky na snímku z roku 1995

V průběhu dvacého století byly Braunovy sochy andělů převezeny do Prahy a umístěny ve sbírkách Národní galerie v pražském Jiřském klášteře. Kamenné lebky byly na svých místech až do roku 1999, kdy byly ukradeny a zmizely neznámo kde. V 21. století se kaple sv. Simeona Stylity spolu s areálem někdejšího Šporkova zámečku dostala do vlastnictví soukromé společnosti Zámek Bon Repos, s. r. o.

## Popis
Kaple svatého Simeona Stylity stojí na rozcestí u místní silnice, která vede od Čihadel do Předměřic nad Jizerou. Kaple má čtvercový půdorys. Je rozčleněná římsami, v rozích kaple jsou pilastry s ionskými hlavicemi, ozdobenými lvími hlavami. Zvenčí jsou na rozích kaple čtyři podstavce, nyní prázdné.
Na všech čtyřech stranách kaple jsou výklenky, zakončené půlkruhovým obloukem. Výklenek na východní straně je prolomený a zvětšený pro zřízení vstupu do kaple. Ve výklenku na jižní straně je okno, zbylé dva výklenky jsou zazděné. Kapli kryje je nízká jehlancová střecha, zakončená osmibokou vížkou, tzv. lucernou. Na jejím vrcholku je zlacený kovový křížek. Zajímavým stavebním prvkem v interiéru je válcový tambur, tj. válcový nástavec pod kupolí, sloužící ke zvýraznění stavby, případně k lepšímu osvětlení vnitřních prostor. Podle dobových pramenú původně byly v interiéru barokní nástěnné malby.